# Fernand Allard l’Olivier

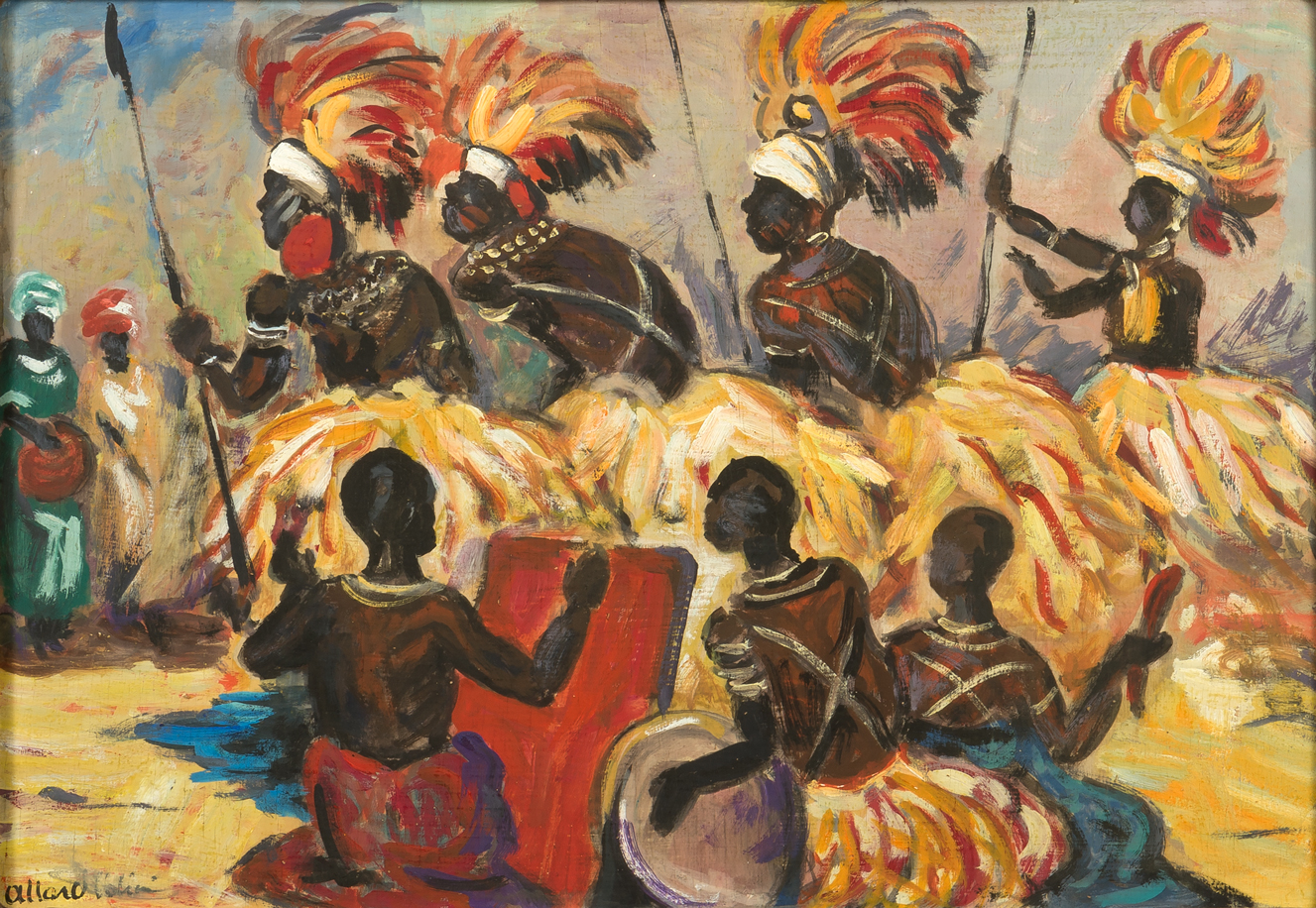
Afrikanische Szene

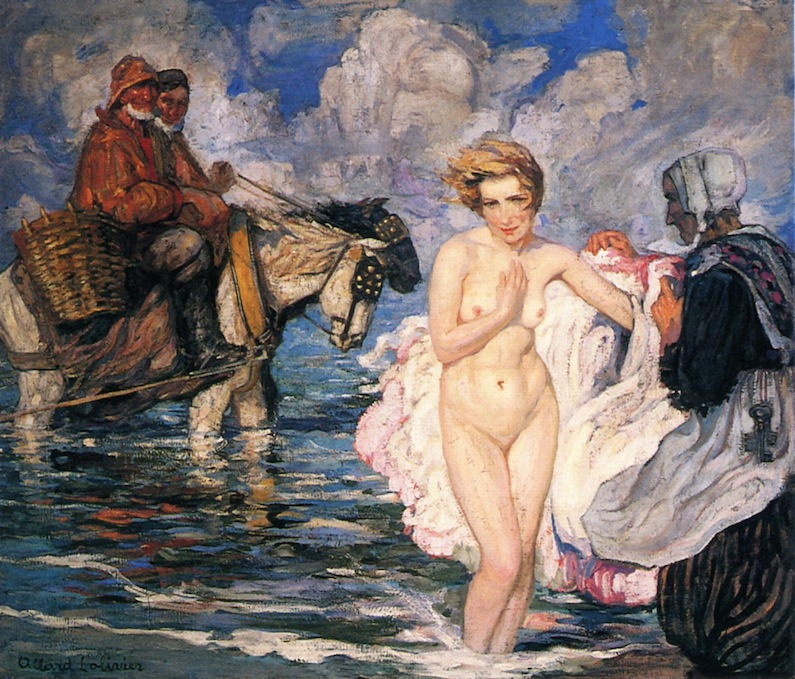
Badende in der Nordsee

Fernand Allard l’Olivier (eigentlich: Florent-Joseph-Fernand Allard; * 12. Juli 1883 in Tournai; † 9. Juni 1933 in Yanongé, Belgisch-Kongo) war ein belgischer Maler, der auch in den Ländern Afrikas tätig war.

## Leben
Fernand Allard l’Olivier wurde in eine Familie von Künstlern und Handwerkern aus Tournai geboren. Sein Vater Charles Allard und seine drei Onkel Adolphe, Auguste und Charles Vasseur waren alle Künstler und hatten eine Lithografie-Anstalt. Sein Vater war auch Professor für Aquarell an der Akademie der bildenden Künste in Tournai.
Er wurde im Alter von 14 Jahren in die Lehre nach Brüssel in die Druckerei Van Campenhout in Molenbeek geschickt, um das Handwerk des Lithographen zu erlernen.
1901 kam er nach Paris, studierte an der Académie Julian bei William Bouguereau und Jean-Paul Laurens, aber erst der weniger bekannte Maler Jules Adler (1865–1952) wurde sein Meister und Freund.
Fernand wählte als Pseudonym von seinen frühesten Werken den Namen seiner Großmutter mütterlicherseits, L’Olivier.
Er gründete mit Gustave Charlier und Gabriel-Tristan Franconi die Zeitung Les Guignolades und war mit Maurice Maeterlinck und André Gide Mitbegründer einer weiteren Zeitung, La Forge. 1910 heiratete er seine langjährige Freundin Juliette Rossignol, die Tochter eines Buchhändlers.
Anfangs war Fernand Allard l’Olivier als Porträtmaler tätig. Zu dieser Zeit arbeitete er auch als Kunstkritiker und schickte Artikel über Pariser Messen an die Revue de Belgique. Zusammen mit seiner Frau reiste er im Sommer 1912 und 1913 in die Bretagne. Im Jahr 1913 erwarteten sie ihr erstes Kind und Ende August ging Fernand Allard l’Olivier allein für seine erste Studienreise von Avignon nach Marseille, dann nach Algier und Blidah, dann nach Spanien und schließlich zurück nach Bordeaux. Im Dezember 1913 wurde sein Sohn André geboren.
Nach dem Ausbruch des Ersten Weltkrieges meldete er sich bei der belgischen Armee. Um 1916 kam er in deren Tarnungsdienst. Er besuchte auch belgische Soldaten an der Front. Von den Einsätzen brachte er viele Skizzen mit. 1917 wurde seine Tochter Paulette geboren. Im Frühjahr 1918 war Allard l’Olivier für die Außendekoration des Theaters De Panne verantwortlich. Am Ende des Krieges verließ die Familie Allard Paris und ließ sich in Brüssel nieder.
Zwischen 1920 und 1922 besuchte er Frankreich, insbesondere Korsika, sowie die Niederlande. 1923 reiste er nach Italien, dann nach Sizilien und nach Tunesien. 1926 reiste er nach Polen und dekorierte ein Anwesen in Łódź. Er unternahm eine Pilgerreise nach Tschenstochau.
Anfang 1928 reiste der belgische Filmemacher Ernest Genval in den Kongo, um dort Filme zu drehen. Er lud Fernand Allard l’Olivier zum Besuch in den Kongo ein. Allard l’Olivier erhielt eine staatliche Subvention von 10.000 Franken und sollte dafür Bilder für die Kolonialausstellung in Antwerpen liefern. Ende März 1928 fuhr er mit einem Linienschiff nach Alexandria, besuchte Kairo, durchquerte Ägypten mit dem Zug, dann mit einem Frachtschiff über das Rote Meer und den Indischen Ozean nach Dar es Salaam. Dort traf er aber Ernest Genval nicht an. Im Juni 1928 hielt sich Allard l’Olivier in der Region der Großen Seen auf, überquerte den Kivu-See und den Tanganjikasee mit dem Boot und besuchte Uvira und Usumbura. Mitte Juli fand er endlich Genval. Sie gingen beide nach Kigoma. Genval machte einen Film unter dem Mangobaum, in dem Henry Morton Stanley David Livingstone getroffen hatte, während Allard l’Olivier ihn malte. Ende Juli besuchte er mit Genval die königliche Prozession vor Ort, und er nahm den Kontakt zu König Albert und Königin Elisabeth wieder auf. Er diente als ihr Führer während des Besuchs in Kabalo, wo es einen Empfang mit großen Tänzen gab.
Während der sechs Monate nach seiner Rückkehr malte Allard l’Olivier in seinem Atelier nach den mitgebrachten Skizzen. Im April 1929 wurde in der „Galerie des Artistes Français“ eine Ausstellung mit 126 seiner afrikanischen Werke eröffnet. Im Juli 1929 gab der Kolonialminister 14 Gemälde zur Dekoration der Eingangshalle des Palais du Congo bei der Kunst- und Kolonialausstellung 1930 in Antwerpen in Auftrag.
1932 unternahm Allard l’Olivier eine zweite Reise in den Kongo. Aus Antwerpen kam er mit dem Boot nach Matadi. Mit dem Auto bereiste er das ganze Land. Anfang März 1933 stellte er in Elisabethville etwa 100 seiner Werke aus. Vor seiner Abreise plante er zwei Ausstellungen: eine Ende Mai in Bukavu und eine Ende Juni in Kinshasa. Am 9. Juni 1933 ereignete sich in der Nacht ein Autounfall. Danach starb er durch Suizid. Er wurde bei der protestantischen Mission Yanongé begraben.

## Publikationen
- Fernand Allard l’Olivier: L’Alphabet de la Guerre pour les Grands et les Petits. 1921 (Digitalisat)
- Le voyage au Congo de leurs majestés le Roi et la Reine des Belges. 1928: t.p. (Aquarelles et dessins d’Allard L’Olivier)